# Youth of America
Youth of America es el segundo álbum de estudio del grupo de punk rock norteamericano Wipers. Fue lanzado en 1981 por el sello Park Avenue.

## Contenido
El álbum marcó un cambio distintivo en el sonido de la banda. Comparado con su predecesor, Is This Real?, el cual estuvo compuesto mayoritariamente por canciones crudas, lustrosas y relativamente tradicionales. Youth Of America presentó composiciones mucho más largas y complejas; el tema homónimo del disco dura más de 10 minutos. Según el líder del grupo Greg Sage, este cambio de sonido fue una contra-reacción deliberada contra la tendencia de lanzar canciones cortas, el cual muchas bandas de punk hicieron en esa época.
El Quietus notó el género del álbum como post-punk y describió su estilo como "un set de seis pistas de bajo rock de garaje, el cual atraviesa el cosmos independientemente. Segundo, es una decepción gótica pero leudado por el movimiento y el impulso gracias a sus influencias krautrock. Por último, es un disco punk realmente valiente definido por un aire infalible de irrealidad, tan poco romántico como fantástico ".

## Lanzamiento y recepción
Lanzado en 1981, Youth Of America, según Sage, no fue  bien recibido en los Estados Unidos en el tiempo de su lanzamiento, pero tuvo mejor suerte en Europa.
En su revisión retrospectiva, Consequence of Sound escribió: "De su estilo de producción y composición a su manejo, trabajo de guitarra angular acompañado con ganchos antémicos, Youth of America es tan fuerte y suena tan fresco hoy como hace 30 años". The Quietus escribió: "Puede haber más álbumes de punk que sean esenciales por ahí, pero nunca el género sonó tan buscado".
Youth of America fue más tarde relanzado oficialmente bajo los sellos Backbone y Restless, con diferentes carátulas para cada uno, y uno bajo el propio sello de Sage, Zeno Records, como el segundo disco de Wipers Box Set, a su vez que en esta versión los temas están ordenados de modo diferente a las ediciones anteriores.

## Legado
Junto con otros discos de Wipers, Youth of America ha llegado a ser reconocido como un álbum importante en el desarrollo de movimientos de rock independiente y movimientos de rock independiente de principios de los 80. Thurston Moore de Sonic Youth citó el álbum como una inspiración, y grabó una versión de "Pushing the Extreme" con Keith Nealy para el álbum tributo Fourteen Songs for Greg Sage and The Wipers.
El tema homónimo del disco fue versionado por Melvins en su álbum Electroretard y también por Mission Of Burma en el álbum en vivo Snapshot.

Kurt Cobain listó este álbum en su top 50 de los mejores álbumes de todos los tiempos.
Pitchfork posicionó al tema homónimo del disco en el lugar 173 en su lista de "Las 200 Mejores Canciones de los 80".

## Listado de canciones
Todas las canciones escritas y compuestas por Greg Sage. 
| Lado A |                       |          |  |
| N.º    | Título                | Duración |  |
| 1.     | «Taking Too Long»     | 3:07     |  |
| 2.     | «Can This Be»         | 2:54     |  |
| 3.     | «Pushing the Extreme» | 3:13     |  |
| 4.     | «When It's Over»      | 6:34     |  |

| Lado B |                    |          |  |
| N.º    | Título             | Duración |  |
| 1.     | «No Fair»          | 4:25     |  |
| 2.     | «Youth of America» | 10:27    |  |

## Personal
Wipers
- Greg Sage – voz, guitarra, piano, producción, registro
- Brad Davidson – bajo eléctrico, asistente de operación de cinta
- Dave Koupal – bajo eléctrico
- Brad Naish – batería